# Rększowice (gmina)

Gmina na tle zmieniającego się podziału administracyjnego powiatu częstochowskiego

Rększowice (od 1952 Hutki) – dawna gmina wiejska istniejąca do 1952 roku w woj. kieleckim i katowickim.  Nazwa gminy pochodzi od wsi Rększowice, lecz siedzibą władz gminy były Hutki.

## Historia
Gmina powstała w 1867 roku i obejmowała miejscowości Bieżeń, Cisie, Hutki wieś, Hutki folwark, Jamki, Klepaczka wieś, Klepaczka folwark, Leśniaki, Łaziec, Łysiec, Nierada, Połamaniec, Puszczew, Rększowice wieś, Rększowice folwark, Starcza, Wąsosz i Własna. Po 1900 roku przyłączono Aleksandrię (kolonia), Cztery Kopy (leśna zagroda), Dąbrówkę (leśna zagroda) i Stawki (zagroda leśna). W okresie I wojny światowej gmina Rększowice została pomniejszona o wsie Aleksandria I-IV i Aleksandria II-III, które przekazano do gminy Dźbów.
W okresie międzywojennym gmina Rększowice należała do powiatu częstochowskiego w woj. kieleckim. Po wojnie gmina przejściowo zachowała przynależność administracyjną, lecz już 6 lipca 1950 roku została wraz z całym powiatem częstochowskim przyłączona do woj. katowickiego.
1 lipca 1952 roku jednostka o nazwie gmina Rększowice została zniesiona przez przemianowanie na gminę Hutki. W dniu powołania gmina Hutki była podzielona na 10 gromad: Hutki, Jamki, Klepaczka, Łaziec, Łysiec, Nierada, Rększowice, Starcza, Wąsosz i Własna.